# Xalatlaco
Xalatlaco là một đô thị thuộc bang México, México. Năm 2005, dân số của đô thị này là 20002 người.